# Nouvelle Résistance
La Nouvelle Résistance fue un movimiento político francés fundado en agosto de 1991 que, ideológicamente hablando, estaba dentro de una perspectiva de tercera posición, nacionalista revolucionaria y nacional-europea. El movimiento fue el sucesor directo de la Troisième Voie (1985-1992), al mismo tiempo que pretendía retomar el legado del movimiento transnacional Jeune Europe (1962-1969).

## Origen
La Nouvelle Résistance fue una organización que surgió de una escisión del movimiento Troisième Voie (organización entonces dirigida por Jean-Gilles Malliarakis).
A partir de 1989, Christian Bouchet, integrante de la Troisième Voie en Nantes, empezó a publicar un boletín mensual, nombrado como: Alternative tercériste - Feuille de combat des Tercéristes radicales.
Según los editores de la Alternative tercériste, el propósito de la publicación no era competir con otras publicaciones ya existentes de tercera posición, tales como Révolution européenne y Troisième Voie, sino de dar “voz a los nacionalistas revolucionarios más decididos”.
Las tensiones internas entre la corriente dominada por Malliakis, partidaria de un acercamiento al Frente Nacional, y la corriente encabezada por Bouchet, los "nacionalistas revolucionarios radicales", hostiles al "lepenismo", violentamente anticapitalista y tercermundista, llevaron, en 13 de julio de 1991, a un cisma.
El 31 de agosto de 1991 ocurrió en Lyon la reunión que daría lugar a la Nouvelle Résistance, en la que los militantes, liderados por Bouchet, dejaron de pretender estar en la tercera posición para adoptar la línea estratégica de la “frente único antisistema”. Además, sentaron las bases de la “coordinación europea”, “el embrión de un partido europeo.”

## Por una Nouvelle Résistance
El nombre Nouvelle Résistance se inspiró en la sigla de "nacionalismo revolucionario" (NR).
En noviembre de 1991, el movimiento lanzó una nueva publicación mensual, nombrada como Lutte du Peuple. El nombre de la revista hace referencia a la ' Organisation lutte du peuple (OLP), un movimiento nacionalista-revolucionario resultante de la escisión del movimiento Ordre nouveau, en el que luchó Christian Bouchet durante la década de 1970.
La editora de Christian Bouchet, ARS (entonces Ars Magna), se convirtió en la editora oficial del movimiento, que, entre otras cosas publicará una Revue d'histoire du nationalisme révolutionnaire.
Nouvelle Résistance rechazó tanto el capitalismo liberal como el comunismo igualitario y defendió el socialismo a escala continental, un imperio europeo que respeta las diferencias culturales y étnicas, libre del capitalismo que destruye la identidad.
Las luchas de la Nouvelle Résistance fueron diversas y en total oposición a las lideradas por la extrema derecha clásica, porque, a diferencia de la extrema derecha, la Nouvelle Résistance:
- no negó la existencia de clases sociales y apoyó los movimientos de lucha de los trabajadores;
- tenía su propio organismo para actuar en los movimientos de lucha obrera, la Résistance ouvrière;
- tenía características laicas y estuvo muy involucrada en la lucha anticlerical;
- en su lucha contra el imperialismo estadounidense, lanzó varios comités contra Disneyland y contra Mc Donalds;
- está involucrada en la lucha ambientalista radical por el control de la sección nacional de Earth First en Francia.

Como todas las organizaciones de la tercera posición, apoyó los movimientos nacionalistas árabes y rechazó violentamente el sionismo.
Hizo campaña por la creación de un frente antisistema, reuniendo a sus enemigos radicales, ya sea de derecha o de izquierda.
Entre sus referentes históricos, se pueden citar:
- el Comité central socialiste révolutionnaire, una organización blanquista y nacionalista de finales del siglo XIX;
- Stalin porque su régimen habría sido “anticapitalista, antiindividualista, antisionista, comunitario, respetuoso de la familia y el orden” lo que terminaría por convertirlo en un “luchador antimarxista”.

La Nouvelle Résistance perdió legalmente el derecho a usar su nombre en 1996, cuando miembros del Parti communautaire national-européen (Partido Comunitario Nacional Europeo), con el que la organización estaba en malos términos, depositaron en el ayuntamiento los estatutos de un grupo llamado Nouvelle Resistance (siendo el grupo de Christian Bouchet una mera asociación).
En su tercer congreso, celebrado en Aix-en-Provence en el Día de Todos los Santos de 1996, la Nueva Resistencia se transformó en la "Union des cercles résistance" que luego dio lugar al movimiento de Unité radicale. Decide, en ese congreso, adoptar una línea más marcada hacia la derecha.
Su publicación principal se llamaba Lutte du Peuple y tenía dos ediciones, una semanal por suscripción y otra bimestral distribuida en los quioscos.

## Relaciones transeuropeas e internacionales
Fue miembro del Frente Europeo de Liberación.
Tenía vínculos oficiales:
- en España, con: Tercera Via Solidarista;
- en Gran Bretaña, con: Third Way;
- en Italia, con: Nuova Azione;
- en Polonia, con: Przelom Narodowy;
- en Portugal, con: Área Terceirista;
- en Rusia, con: Elementos;
- en Suiza, con: Troisième Voie - Nouvelle Résistance, cuyos miembros luego evolucionarían al unirse al Parti communautaire national-européen;[8] y;
- en Úlster, con: Ulster Nation.[9]

## Jeune Résistance
Tenía un movimiento juvenil: la Jeune Résistance, con una publicación homónima.
Cuando el movimiento se disolvió en 1996, la estructura juvenil se mantuvo.
En junio de 1998, comenzó a integrarse en la Union des cercles résistance hasta la creación de la Unité radicale.
Posteriormente, comenzó a apoyar la creación de una corriente nacionalista revolucionaria dentro de la Agrupación Nacional.
La asociación Jeune Résistance publicó la revista homónima, fundada en 1995 y descontinuada en 2005 para ser reemplazada por la revista ID magazine.